# Pseudaprophata
Pseudaprophata – rodzaj chrząszczy z rodziny kózkowatych i podrodziny zgrzypikowych. 

## Zasięg występowania
Przedstawiciele tego rodzaju występują na Filipinach.

## Systematyka
Do Pseudaprophata należą 4 gatunki:
- Pseudaprophata albomaculata
- Pseudaprophata marinduquensis
- Pseudaprophata newmanni
- Pseudaprophata puncticornis